# 1,1'-Trisulfure de ferrocène
L’1,1’-trisulfure de ferrocène est un ansa-métallocène de formule chimique Fe(η5-C5H4S)2S. C'est le plus simple des polysulfures de ferrocène. Il se présente comme un solide cristallisé dans le système monoclinique selon le groupe d'espace P21/c (no 14) avec comme paramètres cristallins a = 962,8 pm, b = 934,7 pm, c = 1 140,8 pm et β = 96.70°. On peut l'obtenir en faisant réagir de l'1,1’-dilithioferrocène Fe(η5-C5H4Li)2 avec du soufre élémentaire.
La molécule a la particularité d'unir les deux unités cyclopentadiényle par un pont trisulfure avec une conformation coudée bistable :

Équilibre conformationnel du FcS3.